# Ughy Tibor
Ughy Tibor (Sallaumines, 1929. január 16. – 2017) magyar bajnok labdarúgó, fedezet.

## Pályafutása
1954 és 1962 között a Csepel csapatában játszott mint fedezet. Tagja volt az 1958–59-es idényben bajnokságot nyert csapatnak. Összesen 191 bajnoki mérkőzésen lépett pályára, és 11 gólt szerzett.

## Sikerei, díjai
- Magyar bajnokság
  - bajnok: 1958–59